# エポロス
エポロス（古代ギリシア語: Έφορος、英語: Ephorus、紀元前400年 - 紀元前330年）は古代ギリシャの歴史家で、小アジアのアイオリスの主要都市キュメ（古代ギリシア語: Κύμη、Kymi,KymeまたはCyme）の出身。

## 生涯
キオスのテオポンポスと共に弁論家イソクラテスの弟子だった。イソクラテスの指示によって歴史家を志した。神話時代を避け、神聖戦争からのヘラクレイダイの帰還（Ἡρακλεῖδαι）以降からペリントス攻囲戦（Πέρινθος、紀元前340年）までの出来事を記した。ギリシャ人とそれ以外の民族共通の歴史、つまり最初に世界史を記したということで知られる。
現在その著作は失われ、シケリアのディオドロスの『歴史叢書』などに引用されたものから伺うだけである。